# Даунсвілл (Нью-Йорк)
Даунсвілл (англ. Downsville) — переписна місцевість (CDP) в США, в окрузі Делавер штату Нью-Йорк. Населення — 474 особи (2020).

## Географія
Даунсвілл розташований за координатами 42°4′53″ пн. ш. 74°59′48″ зх. д. / 42.08139° пн. ш. 74.99667° зх. д. (42.081425, -74.996796).  За даними Бюро перепису населення США в 2010 році переписна місцевість мала площу 10,44 км², з яких 10,24 км² — суходіл та 0,21 км² — водойми.

## Демографія
Згідно з переписом 2010 року, у переписній місцевості мешкало 617 осіб у 274 домогосподарствах у складі 167 родин. Густота населення становила 59 осіб/км².  Було 346 помешкань (33/км²).
Расовий склад населення:
| - 97,6 % — білих - 0,5 % — чорних або афроамериканців |

До двох чи більше рас належало 1,8 %. Частка іспаномовних становила 0,6 % від усіх жителів.
За віковим діапазоном населення розподілялося таким чином: 23,3 % — особи молодші 18 років, 60,8 % — особи у віці 18—64 років, 15,9 % — особи у віці 65 років та старші. Медіана віку мешканця становила 43,0 року. На 100 осіб жіночої статі у переписній місцевості припадало 91,6 чоловіків;  на 100 жінок у віці від 18 років та старших — 93,1 чоловіків також старших 18 років.
Середній дохід на одне домашнє господарство  становив 35 729 доларів США (медіана — 27 750), а середній дохід на одну сім'ю — 41 615 доларів (медіана — 38 036). За межею бідності перебувало 45,0 % осіб, у тому числі 82,7 % дітей у віці до 18 років та 30,6 % осіб у віці 65 років та старших.
Цивільне працевлаштоване населення становило 262 особи. Основні галузі зайнятості: освіта, охорона здоров'я та соціальна допомога — 38,5 %, будівництво — 21,4 %, роздрібна торгівля — 10,3 %, публічна адміністрація — 8,8 %.